# Cesa
Cesa là một đô thị ở tỉnh Caserta trong vùng Campania của Ý, có vị trí cách khoảng 15 km về phía bắc của Napoli và khoảng 14 km về phía tây nam của Caserta. Tại thời điểm ngày 31 tháng 12 năm 2004, đô thị này có dân số 7.748 người và diện tích là 2,8 km².
Cesa giáp các đô thị: Aversa, Gricignano di Aversa, Sant'Antimo, Sant'Arpino, Succivo.